# Tiangongdan
Tiangongdan is een religieuze feestdag in de Chinese volksreligie, daoïsme en Chinees boeddhisme. Op deze dag wordt de verjaardag van de Jadekeizer, oftewel Tiangong, gevierd. Tiangong wordt gezien als de hoogste godheid in de (Chinese) hemel der goden. De feestdag is zeer populair in Fujian en Taiwan. Ook wordt het uitbundig gevierd door Minnanyusprekers in Zuidoost-Azië. Tiangongdan wordt jaarlijks gevierd op de 9e dag van de eerste maan van de Chinese kalender. Op de gregoriaanse kalender is het dus jaarlijks op een andere dag, omdat er niet alleen wordt gekeken naar de stand van de maan.
Het wordt op de 9e dag gevierd, omdat in het Chinese scheppingsverhaal van Nüwa wordt verteld dat de hemel (tian) op die dag is geschapen door Nüwa. De hemel staat gelijk aan Tiangong.

## Gebruiken
- Na het wassen van het gezicht 's ochtends wordt het gebruikte water niet direct in de gootsteenafvoer of op de grond geloosd. Omdat het de gezicht van Tiangong zou kunnen beschadigen, wat niet respectvol is. Het water moet geloosd worden in het toilet.
- Het balkon of het dak van het huis mag niet worden schoongemaakt. Ook mag men binnenshuis de vloer niet schoonvegen.
- Het ondergoed van vrouwen moet goed afgedekt zijn door kleding.
- Het toilet mag niet worden schoongepoetst.
- Boeren mogen het land niet bewerken.
- Bezoeken van tempels.
- Het klaarmaken van het aan Tiangong gewijde huisaltaar.[3]

Gebruiken die nauwelijks meer voorkomen:
- In de avond zoekt elke jongen een meisje onder een osmanthus fragransboom. Samen zingen ze liederen, waarbij zegening van Tiangong en de Zeven Godinnen (七仙女) worden gesmeekt voor een gelukzalig leven.[2]

## Offerandes
Op Tiangongdan wordt een altaar in de huiskamer of buitenshuis gemaakt. In daoïstische tempels worden religieuze ceremonies gehouden voor de gelovigen. Op plaatsen waar men knalvuurwerk mag afsteken, zal men de hele dag knallen horen.
Voor het huisaltaar van Tiangong zal men zullen gelovigen diverse offers plaatsen. Een altaar die de hemel der goden weerspiegeld is gemaakt van kleurrijke papier en wordt op een hoge tafel gezet. Voor het altaar staat de wierookpot vol wierook met aan weerszijden een set rode kaarsen. Daarvoor staan drie kopjes thee. De andere offerandes bestaan uit:
- vijf vruchten: mandarijn, kumquat, appel, banaan en suikerriet
- zes soorten vegetarische voedsel: hemerocallis fulva, auricularia, shiitake, choy sum, gele bonen en groene bonen
- vijf soorten vlees: kip, eend, vis, ei, varken
- zoetigheden: gestoomde cake, mizao (米枣) en gekaramelliseerde pindasnoep (生仁).
- rode schildpad: roodkleurige niangao gemaakt in de vorm van een schildpad.[2]